# Sarawakdolfijn
De Sarawakdolfijn of dolfijn van Fraser (Lagenodelphis hosei) is een soort dolfijn. Hij komt wereldwijd voor in de warmere zeeën. Het is de enige soort uit het geslacht Lagenodelphis. Doordat de soort meer op open zee leeft, wordt hij zelden waargenomen en is er vrij weinig over de soort bekend. De soort is pas sinds 1956 bij de wetenschap bekend.
De Sarawakdolfijn is een robuuste, torpedovormig dolfijn met een korte, afgeronde bek en korte flippers. De rugvin is klein, slank en licht gebogen, geplaatst op het midden van de rug. De staart is eveneens vrij klein. Hij heeft 34 tot 44 tanden in iedere kaakhelft. Hij heeft een donkerbruinige blauwgrijze rug, flanken, flippers, rugvin en staart en een witte of rozewitte buik. De keel en de kin is wit. Op de punt van de onderkaak bevindt zich meestal een zwarte stip. Twee parallel lopende strepen lopen over de flanken. De bovenste streep is roomwit en loopt van boven of voor het oog tot de staart, de onderste is een opvallend brede, donkergrijs tot zwarte streep die loopt van het oog tot de anus. Bij mannetjes is deze streep zeer breed en donker, bij oudere dieren wordt de kleur intenser. Soms loopt er ook een zwarte streep van de mond tot de flipper. De snuit is zwart. Hij is 220 tot 260 cm lang en 160 tot 210 kg zwaar. Mannetjes zijn over het algemeen groter dan vrouwtjes.
De Sarawakdolfijn leeft in alle tropische wateren tussen de 40° zuiderbreedte en 40° noorderbreedte, voornamelijk in de open zee. Hij wordt zelden in kustwateren aangetroffen. Hij jaagt in de diepere wateren, tussen de 200 en 1000 meter diepte, op vissen, pijlinktvissen en garnalen. Hij leeft in groepen van gemiddeld honderd tot vijfhonderd dieren, soms ook samen met andere tandwalvissen. Een enkele keer worden groepen van meer dan duizend dieren aangetroffen. Aan het wateroppervlak is de soort vrij actief. Over de voortplanting is weinig bekend. De enkele aangetroffen pasgeboren jongen waren ongeveer een meter lang.
In 1955 ontdekte de walvisdeskundige Francis Charles Fraser in het British Museum een schedel van een tot dusver onbekende dolfijnensoort. Deze schedel was zestig jaar daarvoor aan het museum cadeau gedaan door Charles E. Hose, die hem had gevonden op het strand van Sarawak, Borneo. Hij zag verwantschappen met de gewone dolfijn (Delphinus delphis) en de dolfijnen uit het geslacht Lagenorhynchus. Hij gaf dit dier de naam Lagenodelphis (een samenvoeging van Lagenorhynchus en delphis) hosei (naar zijn ontdekker). Pas in de jaren zeventig is de soort in het wild waargenomen, en sindsdien wordt de soort regelmatig aangetroffen, onder andere tijdens walvisexcursies. Vooral in Zuid-Afrika, de Filipijnen, Japan en de Cariben wordt de soort regelmatig waargenomen.